# Loxostege zygosema
Loxostege zygosema là một loài bướm đêm trong họ Crambidae.